# Onciale 0241
- Papyrus
- Onciale
- Minuscules
- Lectionnaire

Le Codex 0241 (dans la numérotation Gregory-Aland), est un manuscrit du Nouveau Testament sur parchemin écrit en écriture grecque onciale.

## Description
Le codex se compose d'une folio. Il est écrit en une colonne par page, de 28 lignes par colonne. Les dimensions du manuscrit sont 23 x 17 cm,. Les paléographes datent ce manuscrit du VIe siècle.
C'est un manuscrit contenant le texte de l'Première épître à Timothée (3,16-4,3.8-11).
Le texte du codex représenté type alexandrin. Kurt Aland le classe en Catégorie III.
Lieu de conservation
Il est conservé à la Fondation Martin Bodmer (Cod. Bodmer 24) à Cologny,.